# Манастир Покајница
Манастир Покајница је женски манастир Епархије браничевске, Српске православне цркве. Првобитно подигнута као црква брвнара у Старом Селу код Велике Плане, посвећена је преносу моштију Светог Николе. Представља непокретно културно добро као споменик културе од изузетног значаја. 

## Историја
Цркву је подигао 1818. године кнез Смедеревске нахије, војсковођа и народни старешина Вујица Вулићевић. О томе сведочи запис на икони Светог Ђорђа, као и година урезана у талпу, лево од улаза у цркву. Њен настанак у близини места на којем је Вујица Вулићевић учествовао у убиству свог кума Карађорђа тумачен је као чин покајања, по чему је храм и добио име. Као мирска црква служила је до 1954. када је претворена у манастир.
Оригинални иконостас остварење је Константина Зографа који је радио у Србији у другој и трећој деценији 19. века. У порти се налази дрвена звонара с кровом од клиса, као и конак, вероватно из времена градње цркве са дрвеним решеткама на прозорима.
Конзерваторски радови на цркви изведени су 1951. године, а на иконостасу 1987/1988. године.

## Старешине манастира
- Васијан Мишић, (1953—1977)
- Тадеј Штрбуловић, (1977—1978)
- Герасим Животић, (1978—1986)
- Стефан Ђурђевић, (1986—1992)
- Иларија Сретеновић, (1992—2003)
- Евгенија Николић, (2003—тренутна)